# Repubblicanesimo scozzese

Bandiera del Movimento Repubblicano Socialista Scozzese

Il repubblicanesimo scozzese (in gaelico scozzese Poblachdas na h-Alba) o repubblicanesimo in Scozia è un'ideologia basata sulla convinzione che la Scozia debba essere una repubblica; la nazione è attualmente una monarchia all'interno del Regno Unito. Il repubblicanesimo è associato al nazionalismo scozzese e al movimento indipendentista scozzese, ma anche al repubblicanesimo britannico e al movimento per il federalismo nel Regno Unito. Tra i sostenitori di questa ideologia vi sono il Partito Socialista Scozzese, il Partito Verde Scozzese, Alba e altri gruppi e organizzazioni antimonarchici e radicali.

## Storia
Le idee repubblicane in Scozia hanno radici profonde, che risalgono al periodo delle guerre civili in Scozia a metà del XVII secolo. Uno dei primi sostenitori noti del repubblicanesimo nel periodo precedente l'Unione del 1706 fu Andrew Fletcher di Saltoun, che si oppose attivamente all'unione con l'Inghilterra e alla perdita della sovranità del popolo scozzese.
Uno dei principali ideologi del repubblicanesimo in Scozia dopo l'unificazione con la Gran Bretagna fu Adam Ferguson , maestro di Adam Smith. A differenza della teoria di Smith, egli, al contrario, collegò la crescita dello spirito nazionale non al commercio, ma alla prosperità di uno stato forte.
Dopo il fallito referendum sull'indipendenza del 2014, la maggior parte degli scozzesi continua a sostenere idee anti-monarchiche.
Il repubblicanesimo è attualmente promosso attivamente dal gruppo Our Republic con sede a Edimburgo.